# Renze
Renze (en chino, 任泽; pinyin, Rénzé) es un distrito urbano bajo la administración directa de la Prefectura Xingtai  en la Provincia de Hebei, República Popular China.  Su área es de  km² y su población total para 2010 superó los  mil habitantes. 

## Administración
Desde julio de 2023, el  Distrito Renze   se divide en pueblos que se administran en 5 subdistritos y   poblados.

## Toponimia
llamado originalmente Ren , el condado Ren se estableció en la dinastía Han occidental y recibió su nombre debido a la abundancia de agua en esta zona. En los signos del zodíaco chino tradicional, Ren representa el agua del norte, lo que aquí hace referencia al lago Dalu y a los pantanos. Según Zuo Zhuan, en el año 543 a. C., el duque Ping de Jin le concedió el título de "Ren Daifu", este fue el comienzo del registro escrito de "Ren". 
En junio de 2020, se abolió el Condado Ren (任县) y se estableció el Distrito Renze, con el área administrativa del antiguo condado Ren. El Ze en el nombre del distrito se refiere al lago Dalu Ze (大陆泽), ahora desaparecido.